# 97. pehotna divizija (ZDA)
97. pehotna divizija (izvirno angleško 97th Infantry Division) je bila pehotna divizija Kopenske vojske ZDA.

## Zgodovina
Divizija je bila prvotno ustanovljena iz prebivalcev Maina, Vermonta in New Hamshira ter je bila ena izmed dveh zadnjih divizij, ki so jih poslali na evropsko bojišče med drugo svetovno vojno.